# آب‌انبار حاجی کریم
آب‌انبار حاجی کریم مربوط به دوره پهلوی است و در مهریز، محله استهریج واقع شده و این اثر در تاریخ ۱۸ اسفند ۱۳۸۷ با شمارهٔ ثبت ۲۵۳۵۹ به‌عنوان یکی از آثار ملی ایران به ثبت رسیده است.